# Sunrise Sports and Entertainment
Sunrise Sports and Entertainment (SSE) är ett amerikanskt privatägt bolag som äger och driver ishockeyorganisationen Florida Panthers i den nordamerikanska proffsligan National Hockey League (NHL).
Den 27 september 2013 meddelades det att den New York-baserade finansmannen och miljardären Vincent Viola och hans affärspartner Douglas Cifu hade förvärvat bolaget. Köpeskillingen var på 230 miljoner amerikanska dollar och då ingick SSE; Panthers; drifträttigheterna till inomhusarenan BB&T Center i Sunrise; träningsanläggningen Iceplex (nu Iceden) i Coral Springs samt rättigheter till att utveckla 3,6 hektar land i det direkta närområdet runt arenan.